# ساروخانیان
ساروخانیان (به ترکی:Saruhanoğulları, Saruhanoğulları Beyliğ) که با نام شاهزاده‌نشین ساروخانیان نیز شناخته می‌شود، یکی از ملوک‌الطوائف ترکمن در آسیای صغیر به پایتختی شهر مانیسا بود.

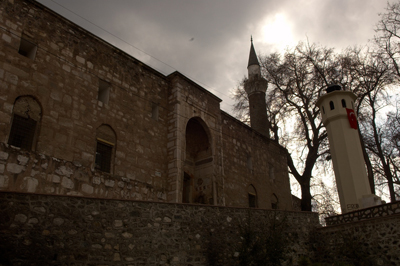
مسجد جامع مانیسا ساخته شده در ۱۳۷۴ میلادی

ساروخانیان یکی از چندین شاهزاده‌نشینی بود که پس از سقوط سلجوقیان روم بدست قوم اغوز به وجود آمد. این دولت توسط ساروخان، رهبر یکی از قبایل ترکمن، تشکیل شد و در اولین مرحله تا ۱۳۹۰ که سلطان بایزید اول عثمانی آن را تسخیر کرد باقی‌ماند. سرانجام، در ۱۴۱۰ میلادی، سلطان عثمانی محمد اول این ناحیه را به عنوان بخشی از امپراتوری عثمانی ضمیمه خاک خود کرد.